# Alexander of Dundonald, 4. High Steward of Scotland
Alexander of Dundonald, 4. High Steward of Scotland (* um 1220; † 1282) war ein schottischer Adliger.

## Herkunft
Alexander of Dundonald entstammte der schottischen Familie Stewart. Er war der älteste Sohn von Walter Fitzalan und dessen Frau Beatrice of Angus. Nach dem Tod seines Vaters 1241 erbte er dessen umfangreichen Besitzungen und das erbliche Amt des Stewards der schottischen Könige. Alexander benannte sich nach Dundonald Castle, einem der Hauptsitze der Familie.

## Dienst als Guardian und als Militär
Alexander bezeugte am Sterbetag von König Alexander II. 1249 eine königliche Urkunde und nahm damit wohl am Feldzug des Königs gegen die westschottischen Inseln teil. Während der politisch unruhigen Zeit der Minderjährigkeit von König Alexander III. gelang es ihm, fast immer auf der gerade erfolgreichen Seite zu stehen. Zunächst stand er wahrscheinlich kritisch den Ambitionen von Walter Comyn, Earl of Menteith gegenüber, der den Regentschaftsrat für den minderjährigen König dominierte. Allerdings war er zumindest zeitweise am Königshof, nachweislich im Dezember 1253. Im August 1255 unterstützte er aber zusammen mit anderen Magnaten den Sturz von Menteith und dessen Anhängern. Alexander gehörte selbst als Guardian of Scotland dem Regentschaftsrat an, auch nachdem die Comyns 1258 ihren Einfluss zum Teil zurückgewinnen konnten. 1260 gehörte er zu den Magnaten, die John Comyn of Badenoch bei dem Versuch unterstützten, gegen Isabel, die Witwe seines Onkels Walter Comyn den Titel Earl of Menteith zu erlangen. Daraufhin griff der junge König ein und sprach 1261 den Titel Alexanders jüngeren Bruder Walter zu. Damit wurde deutlich, dass der König selbst die Regierung übernahm, womit der Regentschaftsrat aufgelöst wurde. Während des Kriegs mit Norwegen hatte Alexander während der unentschiedenen Schlacht von Largs den Oberbefehl über die schottische Armee. Das Amt des Stewards hatte im 13. Jahrhundert seine eigentlichen Aufgaben eingebüßt, doch Alexander konnte seine Stellung wesentlich aufwerten, in dem es ihm gelang, dass er nicht mehr nur als Steward des Königs, sondern als Steward of Scotland bezeichnet wurde. Dazu konnte er wahrscheinlich die Herrschaft Cowal mit Dunoon Castle erwerben.

## Heirat und Nachkommen
Alexander heiratete Jean, eine Tochter von James Macrorie, Lord of Bute. Mit ihr hatte er mindestens drei Kinder:
- James Stewart (um 1260–1309)
- John Stewart (um 1269–1298), Laird of Bonkyl
- Elizabeth Stewart ⚭ William Douglas, Laird of Douglas

Er machte nach 1252 eine Wallfahrt nach Santiago de Compostela, weshalb er vermutlich einen seiner Söhne James nannte, ein Name, der im 13. Jahrhundert in Schottland ungewöhnlich war. Dieser wurde sein Erbe.